# Messa per Rossini
Die Messa per Rossini (Messe für Rossini) ist ein Requiem, das als Gemeinschaftskomposition von dreizehn italienischen Komponisten entstand.
Unter dem Eindruck vom Tod Gioachino Rossinis am 13. November 1868 lud Giuseppe Verdi zwölf weitere Komponisten ein, sich an der Gemeinschaftskomposition einer Totenmesse für Rossini zu beteiligen. Die Uraufführung sollte am ersten Todestag Rossinis, dem 13. November 1869, in Bologna stattfinden. Die Messa per Rossini war im September 1869 fertiggestellt, eine Aufführung kam jedoch wegen widriger Umstände nicht zustande. Das Manuskript geriet daraufhin zunächst in Vergessenheit.
Giuseppe Verdi übernahm seinen eigenen Beitrag, das abschließende Libera me, in überarbeiteter Form als Keimzelle für die Komposition seiner eigenen Messa da Requiem. Ähnlich verfuhren Antonio Buzzolla, Antonio Cagnoni, Pietro Platania und Teodulo Mabellini, die ihre Sätze in z. T. erweiterter und überarbeiteter Form zur Aufführung bringen ließen.
Die Gemeinschaftskomposition wurde 1970 von dem Musikwissenschaftler David Rosen wiederentdeckt und postum am 11. September 1988 von der Gächinger Kantorei unter der Leitung von Helmuth Rilling beim Europäischen Musikfest Stuttgart in der dortigen Liederhalle uraufgeführt und auch als CD und LP veröffentlicht.

## Besetzung
- Solisten: Sopran, Alt, Tenor, Bariton, Bass
- Vier- bis sechsstimmiger gemischter Chor
- Orchester: Piccolo, 2 Flöten, 2 Oboen, Englischhorn, 2 Klarinetten, Bassklarinette, 4 Fagotte, 4 Hörner, 4 Trompeten, 3 Posaunen, Oficleide, 4 Pauken, Große Trommel, Becken, Tamtam, Orgel, Streicher (auch geteilt und solistisch)

## Aufbau des Werks und beteiligte Komponisten
| Komponist                      | Teil              | Satz                                                                    | Besetzung                                   |
| ------------------------------ | ----------------- | ----------------------------------------------------------------------- | ------------------------------------------- |
| Antonio Buzzolla (1815–1871)   | I. Introitus      | Requiem e Kyrie                                                         | Chor                                        |
| Antonio Bazzini (1818–1897)    | II. Sequenz       | 1. Dies irae                                                            | Chor                                        |
| Carlo Pedrotti (1817–1893)     | II. Sequenz       | 2. Tuba mirum                                                           | Bariton-Solo und Chor                       |
| Antonio Cagnoni (1828–1896)    | II. Sequenz       | 3. Quid sum miser                                                       | Duett: Sopran, Alt                          |
| Federico Ricci (1809–1877)     | II. Sequenz       | 4. Recordare Jesu                                                       | Quartett: Sopran, Alt, Bariton, Bass        |
| Alessandro Nini (1805–1880)    | II. Sequenz       | 5. Ingemisco                                                            | Tenor-Solo und Chor                         |
| Raimondo Boucheron (1800–1876) | II. Sequenz       | 6. Confutatis Oro supplex                                               | Bass-Solo und Chor                          |
| Carlo Coccia (1782–1873)       | II. Sequenz       | 7. Lacrimosa Amen                                                       | Chor                                        |
| Gaetano Gaspari (1807–1881)    | III. Offertorium  | - Domine Jesu Christe - Quam olim Abrahae - Hostias - Quam olim Abrahae | Quartett: Sopran, Alt, Tenor, Bass und Chor |
| Pietro Platania (1828–1907)    | IV. Sanctus       | - Sanctus - Hosanna - Benedictus - Hosanna                              | Sopran-Solo und Chor                        |
| Lauro Rossi (1812–1885)        | V. Agnus Dei      | Agnus Dei                                                               | Alt-Solo                                    |
| Teodulo Mabellini (1817–1897)  | VI. Communio      | Lux aeterna                                                             | Terzett: Tenor, Bariton, Bass               |
| Giuseppe Verdi (1813–1901)     | VII. Responsorium | - Libera me - Dies irae - Requiem aeternam - Libera me                  | Sopran-Solo und Chor                        |